# Tippeligaen de 2014
A Tippeligaen de 2014 foi a 70ª edição do campeonato nacional de futebol da Noruega, considerado o torneio de maior relevância do país. A competição começou em 28 de março, duas semanas depois do que na temporada anterior. Uma pausa de verão de três semanas em junho foi marcada devido à Copa do Mundo de 2014, e a partida decisiva foi disputada em 9 de novembro de 2014.
Com 71 pontos conquistados, o Molde terminou a competição como campeão, conquistando seu terceiro título.

## Equipes
| Equipe       | Local        | Arena               | Capacidade | Técnico              |
| ------------ | ------------ | ------------------- | ---------- | -------------------- |
| Aalesund     | Ålesund      | Color Line Stadion  | 10,778     | Jan Jönsson          |
| Bodø/Glimt   | Bodø         | Aspmyra Stadion     | 7,354      | Jan Halvor Halvorsen |
| Brann        | Bergen       | Brann Stadion       | 17,824     | Rikard Norling       |
| Haugesund    | Haugesund    | Haugesund Stadion   | 8,800      | Jostein Grindhaug    |
| Lillestrøm   | Lillestrøm   | Åråsen Stadion      | 11,637     | Magnus Haglund       |
| Molde        | Molde        | Aker Stadion        | 11,800     | Tor Ole Skullerud    |
| Odd          | Skien        | Skagerak Arena      | 13,500     | Dag-Eilev Fagermo    |
| Rosenborg    | Trondheim    | Lerkendal Stadion   | 21,850     | Kåre Ingebrigtsen    |
| Sandnes Ulf  | Sandnes      | Sandnes Idrettspark | 3,850      | Tom Nordlie          |
| Sarpsborg 08 | Sarpsborg    | Sarpsborg Stadion   | 4,700      | Brian Deane          |
| Sogndal      | Sogndal      | Fosshaugane Campus  | 5,402      | Jonas Olsson         |
| Stabæk       | Bærum        | Nadderud Stadion    | 7,000      | Bob Bradley          |
| Start        | Kristiansand | Sør Arena           | 14,300     | Mons Ivar Mjelde     |
| Strømsgodset | Drammen      | Marienlyst Stadion  | 8,935      | David Nielsen        |
| Viking       | Stavanger    | Viking Stadion      | 16,600     | Kjell Jonevret       |
| Vålerenga    | Oslo         | Ullevaal Stadion    | 25,572     | Kjetil Rekdal        |

## Localizações e estádios
| Aalesund           | Bodø/Glimt         | Brann               | Haugesund          | Lillestrøm         | Molde              |
| ------------------ | ------------------ | ------------------- | ------------------ | ------------------ | ------------------ |
| Color Line Stadion | Aspmyra Stadion    | Brann Stadion       | Haugesund Stadion  | Åråsen Stadion     | Aker Stadion       |
| Capacidade: 10.778 | Capacidade: 7.354  | Capacidade: 17.824  | Capacidade: 8.754  | Capacidade: 12.250 | Capacidade: 11.800 |
|                    |                    |                     |                    |                    |                    |
| Odd                | Rosenborg          | Sandnes             | Sarpsborg          | Sogndal            | Stabæk             |
| Skagerak Arena     | Lerkendal Stadion  | Sandnes Idrettspark | Sarpsborg Stadion  | Fosshaugane Campus | Nadderud Stadion   |
| Capacidade: 13.500 | Capacidade: 21.116 | Capacidade: 4.969   | Capacidade: 5.000  | Capacidade: 5.523  | Capacidade: 7.000  |
|                    |                    |                     |                    |                    |                    |
|                    | Start              | Strømsgodset        | Viking             | Vålerenga          |                    |
| Sør Arena          | Marienlyst Stadion | Viking Stadion      | Ullevaal Stadion   |                    |                    |
| Capacidade: 14.563 | Capacidade: 8.935  | Capacidade: 16.600  | Capacidade: 28.000 |                    |                    |
|                    |                    |                     |                    |                    |                    |

## Classificação
Atualizado 10 de julho de 2015
| Pos | Equipes                  | Pts | PJ | V  | E  | D  | GF | GC | SG  | Notas                                |
| --- | ------------------------ | --- | -- | -- | -- | -- | -- | -- | --- | ------------------------------------ |
| 1.  | Molde                    | 71  | 30 | 22 | 5  | 3  | 62 | 24 | +38 | Liga dos Campeões da UEFA de 2015–16 |
| 2.  | Rosenborg                | 60  | 30 | 18 | 6  | 6  | 64 | 43 | +21 | Liga Europa da UEFA de 2015–16       |
| 4.  | Strømsgodset IF          | 50  | 30 | 15 | 5  | 10 | 48 | 42 | +6  | Liga Europa da UEFA de 2015–16       |
| 5.  | Lillestrøm SK            | 46  | 30 | 13 | 7  | 10 | 49 | 35 | +14 | Liga Europa da UEFA de 2015–16       |
| 6.  | Vålerenga                | 42  | 30 | 11 | 9  | 10 | 59 | 53 | +6  |                                      |
| 7.  | Aalesunds Fotballklubb]] | 41  | 30 | 11 | 8  | 11 | 40 | 39 | +1  |                                      |
| 8.  | Sarpsborg 08 FF]         | 40  | 30 | 10 | 10 | 10 | 41 | 48 | –7  |                                      |
| 9.  | Stabæk Fotball           | 39  | 30 | 11 | 6  | 13 | 44 | 52 | –8  |                                      |
| 10. | Viking                   | 36  | 30 | 8  | 12 | 10 | 42 | 42 | 0   |                                      |
| 12. | Idrettsklubben Start     | 35  | 30 | 10 | 5  | 15 | 47 | 60 | –13 |                                      |
| 13. | Bodø/Glimt               | 35  | 30 | 10 | 5  | 15 | 45 | 60 | –15 |                                      |
| 14. | Brann                    | 29  | 30 | 8  | 5  | 17 | 41 | 54 | –13 | Rebaixado nos play-offs              |
| 15. | Sogndal Fotball          | 24  | 30 | 6  | 6  | 18 | 31 | 49 | –18 | Rebaixados à Adeccoligaen            |
| 16. | Sandnes Ulf              | 22  | 30 | 4  | 10 | 16 | 27 | 53 | –26 | Rebaixados à Adeccoligaen            |

|  |                             |
|  | Campeão da Tippeligaen 2014 |

## Resultados
| Casa / Fora[1] | AAL | BOD | SKB | HAU | LSK | MFK | ODD | RBK | ULF | S08 | SIL | STB | IKS | SIF | VIF | VIK |
| Aalesund       |     | 2–1 | 0–1 | 3–0 | 1–1 | 0–1 | 2–2 | 1–1 | 3–0 | 0–0 | 2–2 | 3–0 | 1–2 | 2–0 | 4–1 | 1–2 |
| Bodø/Glimt     | 1–1 |     | 2–1 | 2–1 | 1–2 | 1–1 | 0–3 | 2–2 | 1–1 | 3–4 | 4–2 | 1–1 | 2–1 | 0–4 | 4–3 | 3–2 |
| Brann          | 1–0 | 1–2 |     | 1–3 | 2–0 | 0–1 | 0–1 | 3–1 | 1–1 | 1–2 | 2–1 | 1–2 | 1–2 | 0–1 | 2–3 | 0–1 |
| Haugesund      | 1–2 | 1–2 | 2–3 |     | 1–1 | 1–1 | 1–2 | 2–1 | 2–0 | 4–0 | 0–3 | 2–0 | 5–1 | 3–2 | 1–1 | 1–1 |
| Lillestrøm     | 0–0 | 4–0 | 4–3 | 2–0 |     | 1–2 | 2–0 | 0–2 | 4–1 | 0–0 | 2–0 | 5–1 | 4–1 | 3–0 | 2–1 | 0–1 |
| Molde          | 5–0 | 2–1 | 4–2 | 1–2 | 3–2 |     | 2–0 | 3–1 | 3–1 | 5–1 | 3–0 | 2–2 | 2–0 | 2–2 | 2–0 | 1–0 |
| Odd            | 2–1 | 4–3 | 4–0 | 0–0 | 0–2 | 2–1 |     | 0–1 | 3–1 | 2–0 | 0–0 | 2–1 | 4–1 | 1–0 | 2–2 | 4–1 |
| Rosenborg      | 3–0 | 3–1 | 5–2 | 5–3 | 3–1 | 0–2 | 2–0 |     | 3–1 | 2–0 | 1–0 | 1–3 | 3–2 | 4–1 | 3–2 | 2–2 |
| Sandnes Ulf    | 1–2 | 1–0 | 1–1 | 0–0 | 0–0 | 1–3 | 1–1 | 0–2 |     | 0–2 | 1–0 | 2–1 | 1–2 | 1–3 | 2–1 | 2–2 |
| Sarpsborg 08   | 3–2 | 2–1 | 3–0 | 0–2 | 3–2 | 0–2 | 2–2 | 1–1 | 2–1 |     | 3–1 | 1–1 | 1–1 | 0–0 | 3–0 | 1–1 |
| Sogndal        | 1–1 | 0–1 | 2–1 | 4–1 | 0–1 | 0–1 | 1–3 | 1–2 | 1–0 | 1–1 |     | 0–2 | 2–1 | 1–3 | 2–0 | 0–0 |
| Stabæk         | 0–2 | 2–1 | 1–1 | 0–1 | 2–0 | 0–2 | 1–3 | 4–1 | 1–1 | 3–2 | 3–0 |     | 0–1 | 2–1 | 0–3 | 1–1 |
| Start          | 1–2 | 2–1 | 1–1 | 3–1 | 3–1 | 1–1 | 0–1 | 2–4 | 3–3 | 3–1 | 3–2 | 2–3 |     | 2–3 | 2–2 | 0–2 |
| Strømsgodset   | 2–0 | 2–0 | 1–4 | 2–1 | 2–1 | 2–0 | 2–1 | 1–1 | 1–0 | 4–1 | 1–1 | 2–3 | 4–2 |     | 0–2 | 2–1 |
| Vålerenga      | 3–0 | 3–1 | 3–3 | 4–1 | 2–2 | 0–2 | 1–2 | 2–2 | 3–0 | 2–2 | 2–1 | 3–2 | 1–0 | 3–0 |     | 1–1 |
| Viking         | 1–2 | 2–3 | 0–2 | 2–0 | 0–0 | 1–2 | 1–1 | 1–2 | 2–2 | 1–0 | 4–2 | 4–1 | 0–1 | 0–0 | 5–5 |     |

Última atualização em 9 de novembro 2014.
Fonte: Nifs.no
1O time da casa (mandante) está listado na coluna da esquerda.
Cores:      Azul = time da casa vence;      Amarelo = empate;      Vermelho = time visitante vence.